# Les Chimpanzés de l'espace
Pour plus de détails, voir Fiche technique et Distribution.
Les Chimpanzés de l'espace ou Chimpanzés de l'espace au Québec (Space Chimps) est un film d'animation américain réalisé par Kirk de Micco et sorti en 2008.
Une suite, Les Chimpanzés de l'espace 2, est sortie directement en DVD en 2010.

## Synopsis
Ham3, petit-fils de Ham (le premier hominidé à aller dans l'espace en 1961), est singe canon dans un cirque, secondé de Houston, un autre singe savant, ancien ami du grand Père de Ham3 qui a promis à ce dernier de veiller sur son petit-fils… sauf que Ham3 est très immature… ce qui transforme toujours ses prestations de haut vols en numéro de clown…
La sonde automatique Infinity dont la mission est la recherche de toutes traces de vie est capturée par une anomalie spatio-temporelle dans la banlieue de la Lune… et finit sa course sur la lointaine planète Zid… et fournit ainsi l'outil idéal à l'ambition du démoniaque Zartog.
Afin d'analyser cette nouvelle planète, l'Agence Spatiale décide de mettre en place une mission d'exploration et décide d'incorporer Ham3, pour subir un entrainement digne des plus grands, à l'équipe des Chimpanzés de l'espace déjà en place : Titan, commandant de la mission, Luna lieutenant de la mission avec laquelle Ham ne reste pas insensible…
Le défi est maintenant que la contribution de Ham ne transforme pas l'« étoffe des héros » en « étoffe des zéros » !

## Fiche technique
- Titre original : Space Chimps
- Titre français : Les Chimpanzés de l'espace
- Titre québécois : Chimpanzés de l'espace
- Réalisation : Kirk de Micco
- Scénario : Kirk De Micco, Robert Moreland
- Photographie : Jericca Cleland
- Décors : Bo Welch
- Montage : Debbie Berman
- Musique : Chris Bacon
- Production : Barry Sonnenfeld, John H. Williams
- Sociétés de production : Vanguard Animation, Odyssey Entertainment, Starz Animation, Studiopolis
- Sociétés de distribution : Twentieth Century Fox (USA) ; Warner Home Video, M6 Vidéo (Europe)
- Budget : 37 millions US$
- Pays d'origine :  États-Unis
- Langue originale : anglais
- Format : couleurs - digital / 35 mm - 2,35:1 - son Dolby Digital / SDDS / DTS
- Durée : 81 minutes
- Dates de sortie : 
  - États-Unis : 18 juillet 2008
  - France : 22 octobre 2008
- Dates de sortie DVD : 
  - France : 22 avril 2009

## Distribution

### Voix originales
- Andy Samberg : Ham3
- Cheryl Hines : Luna
- Jeff Daniels : Zartog
- Patrick Warburton : Titan
- Zack Shada : Comet
- Stanley Tucci : Sénateur
- Carlos Alazraqui : Houston

### Voix françaises
- Donald Reignoux : Ham3
- Emmanuel Jacomy : Titan
- Ariane Aggiage : Luna
- Dominique Collignon-Maurin : Zartog
- Patrick Floersheim : Sénateur
- Med Hondo : Houston
- Christophe Lemoine : Comet

### Voix québécoises[1]
- Hugolin Chevrette : Ham3
- Bianca Gervais : Luna
- Benoit Rousseau : Titan
- Sébastien Dhavernas : Zartog
- Marc Bellier : Sénateur
- Hubert Fielden : Houston
- Nicholas Savard L'Herbier : Comet
- Gilbert Lachance : Dr Jagu
- Catherine Bonneau : Kilowatt

## Box-office
- Monde : 64 762 724 $[réf. nécessaire]
- États-Unis : 30 105 968 $[réf. nécessaire]